# Horia Bonciu
H. Bonciu' - umělecký pseudonym Boncia Haimovici, v některých zdrojích se projevuje jako Horia Bonciu. (19. května 1893, Jasy – 27. dubna 1950, Bukurešť), byl rumunský básník, prozaik a překladatel.

## Život
Syn Carola Haimovici a Ghizelei. H. Bonciu studoval v Berlíně filologii, studia nedokončil. Před 1. světovou válkou a těsně po ní navštěvoval v Berlíně a ve Vídni avantgardní umělecké kruhy, zejména expresionistické. Spolupracoval s časopisy "Viitorul", "Scena", "Rampa", "Adevărul literar și artistic". Podobně jak Mircea Eliade, Geo Bogza a Mihail Sebastian byl v Rumunsku obžalovaný z "pornografie". Soudní proces, který se konal se v roce 1937, (kdy Rumunsko bylo už královskou diktaturou) zakončil se šťastně pro H. Boncia.

## Dílo
Bonciu patří k největším experimentátorům v rumunské próze 30. let. Sklon bořit veškerá dobová společenská i estetická tabu projevil zejména v románech: "Zavazadlo… Podivný, dvojí život člověka na kolenou" (rumunsky Bagaj... Strania, dubla existență a unui om în patru labe, 1934) a "Penzion paní Pipersbergové" (rumunsky Pensiunea doamnei Pipersberg, 1938), v nichž se kypivá obrazotvornost snoubí s naturalistickým záznamem syrové skutečnosti, jemná lyričnost se škodolibým líčením oplzlostí, autoperzifláž s karikaturou. Básnické sbírky "Bedna a přízraky" (rumunsky Lada cu năluci, 1932), "Já a Orient" (rumunsky Eu și Orientul, 1933), "Brom" (1939) a "Requiem" (1945) vykazují spřízněnost s "Šibeničními písněmi" Christiana Morgensterna. H. Bonciu překládal z rakouské, německé a švýcarské literatury.